# Deportivo JBL del Zulia
El Deportivo JBL del Zulia, conocido popularmente como Deportivo JBL es un club de fútbol profesional venezolano que tenía sede en Maracaibo, estado Zulia. Jugaba en la Segunda División de Venezuela y disputaba sus partidos como local en el Estadio José Encarnación Romero.
Fue fundado el 10 de febrero de 2013. Los colores que identificaban al equipo son de la Bandera del estado Zulia (azul y negro).
El club mantenía una intensa rivalidad con el Zulia Fútbol Club, con quien disputaba el partido de fútbol más famoso de Maracaibo, conocido como Derbi del Lago.

## Historia
Fundado a principios de 2013 como producto de una serie de inquietudes de un grupo de empresarios colombianos que creen en el fútbol venezolano, en la cantera de talentos venezolanos, zulianos y marabinos. Arrancaron este sueño que día a día, se prepara para recuperar el sitial de honor de un estado con tradición de deportistas de alta competencia. El Deportivo JBL es un equipo que buscará ganar espacios en el balompié venezolano. Las letras JBL en el nombre se debe al principal patrocinador del equipo: Distribuciones JBL empresa dedicada a la venta de productos de consumo masivo.
El Deportivo JBL está liderado por Roberto González como Presidente, joven empresario y conocedor de fútbol en la capital zuliana, con experiencia en el desarrollo de canteras y grandes nexos con diferentes instituciones deportivas de la región. Cuando los inversionistas le plantearon la idea a González, este no dudó en tomarla: “Acepté formar no un equipo sino un club, con el surgimiento de la primera plantilla se espera cumplir con todos los detalles de logística, transporte, condiciones económicas, todo lo necesario para que el jugador sólo se preocupe por jugar y rendir.”
Otro de los motivos del surgimiento del Deportivo JBL es la imperante necesidad que tienen los jóvenes jugadores de Venezuela de continuar con su carrera balompédica. Al culminar el fútbol colegial, ese talento tiende por un lado a perderse, mientras que los que deciden continuar, hacen carreras en otras instituciones. Así, el Deportivo JBL busca ser precisamente el trampolín de esos talentos que ven en el fútbol una forma y un estilo de vida. Deportivo JBL del Zulia será una cantera de jugadores importantes que serán proyectados al exterior.

### Inicio en Tercera División
La travesía del Deportivo JBL en la división de bronce fue regular hasta que disputó la Temporada 2014-15 de la Tercera División. En el Torneo Apertura 2014-15 el conjunto zuliano formó parte del Grupo Occidental 2 junto con Atlético Guanare, Potros, Portuguesa B, Tovar, Atlético Zamora, Unión Deportiva Lara y Academia Emeritense. El JBL quedó líder acumulando 32 goles a favor, apenas 11 tantos en contra y 33 puntos de 42 posibles, producto de 10 victorias, 3 empates y un revés. 
De esta manera clasificó al Torneo de Promoción y Permanencia 2015, torneo que participan 24 equipos divididos en 3 grupos de 8 equipos, integrado por 9 equipos de la segunda división, y 15 equipos provenientes del Torneo Clasificatorio de la Tercera División. Dicho torneo dará derecho a 10 equipos (los tres primeros de cada grupo más el mejor cuarto) a ascender/permanecer en la Segunda División para la temporada siguiente (2015-16). Los catorce equipos no clasificados se integrarán a la Tercera División 2015-16.

### Torneo de Promoción y Permanencia 2015
El Deportivo JBL formó parte del Grupo Occidental junto con Potros, Atlético El Vigía, REDI Colon, Zamora B, Fundación San Antonio, Gilberto Amaya y Unión Lara.
La Maquinaria Negriazul como así llaman al equipo, terminó como campeón de su grupo al culminar con 26 puntos, producto de 8 juegos ganados, 2 juegos empatados y 4 reveses, con 25 goles a favor y 16 en contra en 14 partidos jugados. De esta manera el conjunto zuliano cumplió su primera meta, la cual era lograr la clasificación a la división de plata.

### Segunda División
Participando por vez primera en la categoría de plata del fútbol venezolano, JBL pasa a formar parte del Grupo Occidental del Torneo de Adecuación 2015 de la Segunda División junto a las escuadras de Atlético Socopó, Policía, Potros, Atlético El Vigía y REDI Colón, siendo estos tres últimos viejos conocidos del campeonato de Tercera División.
Al mismo tiempo, JBL disputó la Copa Venezuela 2015, quedando eliminado por Estudiantes Fútbol Club en la segunda fase.
El Deportivo JBL del Zulia, alcanza uno de los dos cupos otorgados en el grupo occidental del Torneo de Adecuación de Segunda, solo por detrás de Atlético Socopo, accediendo de esta manera al Hexagonal Final de Ascenso a Primera División, junto con Academia Puerto Cabello, UCV, Monagas, Diamantes y Atlético Socopo. El 14 de noviembre logra conseguir el cupo al repechaje para la Primera División luego de ganar 2-1 contra Academia Puerto Cabello y la derrota de UCV quedando mejor segundo por diferencia de goles. En el repechaje se enfrentaron al Metropolitanos el resultado global final fue 3-3 (2-2 en la ida y 1-1 en la vuelta). Resultado favorable para el conjunto violeta.
Días después de haberse concretado el resultado final del repechaje que dejaría al Deportivo JBL otro año más en Segunda División, el conjunto zuliano envió una demanda a la Federación Venezolana de Fútbol alegando que Metropolitanos incurrió a una alineación indebida en el partido de vuelta del repechaje; reclamo por el cual la Federación decidió finalmente darle la clasificación al Deportivo JBL a la máxima categoría de fútbol Venezolano.

### Primera División
El domingo 31 de enero de 2016 sería el debut del Deportivo JBL en el Torneo Apertura 2016 ante el Ureña en condición de visitante, partido que terminó en derrota del equipo zuliano (2-1), posteriormente jugaría su primer partido de local ante Monagas el jueves 4 de febrero del mismo año, obteniendo su primera victoria (1-0) en la máxima categoría del balompié venezolano. A partir de allí el JBL sufrió una serie de derrotas y empates durante la primera mitad del torneo. No fue hasta el miércoles 6 de abril donde le propinó un 2-1 al Caracas y comenzó una seguidilla de victorias, incluyendo el "Derby del Lago" ante el otro equipo de fútbol de la región: Zulia donde le ganaron 0-1 al equipo "Petrolero". En su primera participación en la categoría de oro del fútbol venezolano, el Deportivo JBL casi logra estar entre los 8 mejores equipos en la tabla de clasificación; sin embargo, no les alcanzó para clasificar al octagonal.

## Símbolos del Club

Bandera del estado de Zulia.

| Primera | (ver evolución) | Actual |

## Proveedor y Patrocinador
| Periodo       | Proveedor       |
| ------------- | --------------- |
| 2013-2014     | Dribling Sports |
| 2015-presente | JBL Sports      |

## Datos del club
- Datos de Primera División solamente.

- Temporadas en 1.ª División: 2 (2016 - 2017)
- Temporadas en 2.ª División: 4 (Torneo de Adecuación 2015, 2018 - Presente)
- Temporadas en 3.ª División: 3 (2012-13, 2013-14, 2014/15)
- Mejor puesto en la Liga: 12.º
- Mayor victoria como local: JBL 4-1 Atlético Venezuela (04/05/16)
- Mayor victoria como visitante: Monagas SC 0-3 JBL (19/02/17)
- Máximo goleador histórico: Richard Celis

## Jugadores

### Plantilla 2018

#### Altas y bajas 2017
| Altas               |                |                         |          |       |
| Jugador             | Posición       | Procedencia             | Tipo     | Costo |
| Edgar Carrillo      | Defensa        | Portuguesa FC           | Traspaso | -     |
| Sleyker Schonewoolf | Centrocampista | Zulia Fútbol Club       | Traspaso | -     |
| Brayan Soto         | Defensa        | Titanes FC              | Traspaso | -     |
| Johel Semidey       | Portero        | Llaneros de Guanare EF  | Traspaso | -     |
| Giovanny Ibarra     | Defensa        | Academia Puerto Cabello | Traspaso | -     |
| Francisco Lucena    | Delantero      | Real Laguna             | Traspaso | -     |
| Eduardo Rodríguez   | Centrocampista | Real Bucaramanga        | Traspaso | -     |

| Bajas                |           |                |          |       |
| Jugador              | Posición  | Destino        | Tipo     | Costo |
| Davixson Flórez      | Defensa   | Trujillanos FC | Traspaso | -     |
| Edgar Rito           | Delantero | Titanes FC     | Traspaso | -     |
| Jonny Lugo           | Defensa   | Titanes FC     | Traspaso | -     |
| Anthony Ochoa        | Defensa   | Titanes FC     | Traspaso | -     |
| Freddy Alexis Moreno | Delantero | Titanes FC     | Traspaso | -     |